# Gregório III Laham
Gregório III Laham (árabe: غريغوريوس الثالث لحام) foi Patriarca Greco-Melquita de Antioquia e de todo Oriente, Alexandria e Jerusalém de 2000 a 2017, quando renunciou em 6 de maio.

## Biografia

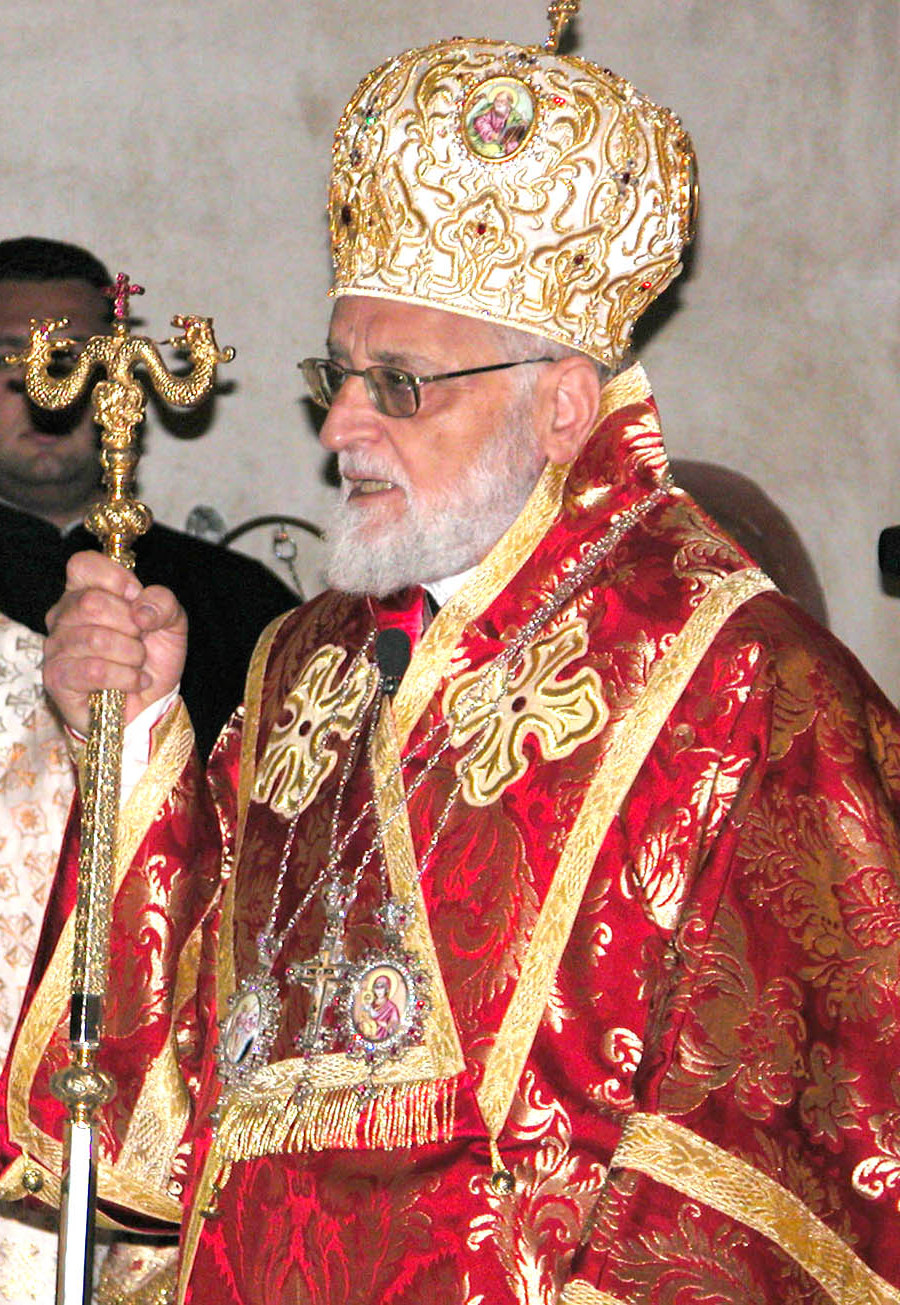
O Patriarca Gregório III durante uma Divina Litugia

Nasceu em Daraya, perto de Damasco, Síria, em 1933, com o nome de batismo Loutfi Laham. Com 11 anos, ingressou no Seminário de São Salvador dos Padres Basilianos Salvatorianos em Shoof, Líbano. Professou seus votos religiosos simples na Ordem Basiliana Salvatoriana em 1949, e seus votos religiosos solenes em 1954.
Recebeu sua educação religiosa e filosófica no Seminário de São Salvador, em Joun, Líbano. Terminou seus estudos com a graduação em Teologia em Roma, sendo ordenado sacerdote em 1959 na Igreja da Abadia de Grottaferrata, que fica ao sul da cidade.
O futuro patriarca recebeu um doutorado em Teologia Oriental pelo Pontifício Instituto Oriental em Roma depois de sua ordenação. Serviu então como superior do Seminário Maior São Salvador de 1961 a 1964. Neste período, em 1962, fundou a revista Al-Wahdah - Unidade na Fé, a primeira revista ecumênica a ser publicada em árabe.
De 1975 até 1992 foi arquieparca da Arquieparquia de Jerusalém dos melquitas.
Também fundou uma série de orfanatos e escolas técnicas.
Em 1981, foi ordenado arcebispo pelo Patriarca Máximo V.
Em 29 de novembro de 2000, foi eleito patriarca, sucedendo Máximo V Hakim, que resignou com 92 anos devido à saúde prejudicada, e morreu sete meses depois.
Assumiu o nome de Gregório ("vigilante", em Grego) em homenagem ao Patriarca Gregório II Youssef, o último de sua ordem que tinha sido eleito patriarca (1864-1897).
Em 8 de maio 2008, juntamente com outros Bispos e Arquimandritas Melkitas, foi acolhido no Vaticano pelo Papa Bento XVI.
De 5⁣ a ⁣17 de agosto 2010 visitou o Brasil, passando por Boa Esperança onde se reuniu à Dom Spiridon Mattar.
No dia 6 de maio de 2017 foi aceito o seu pedido de renúncia pelo Papa Francisco.

## Lema
O lema de Gregório III é Vigiai no amor.

## Outras imagens

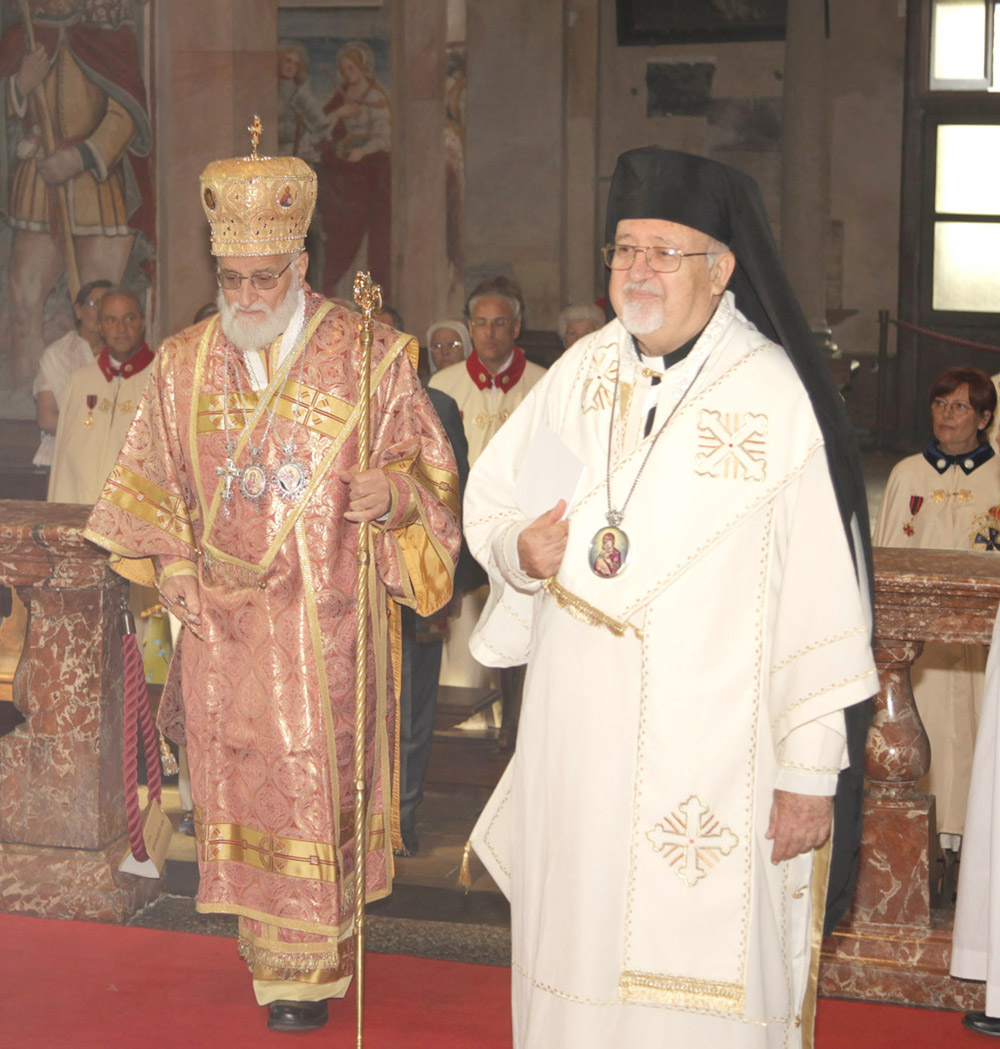
Gregório III e o arcebispo melquita Jules Joseph Zerey
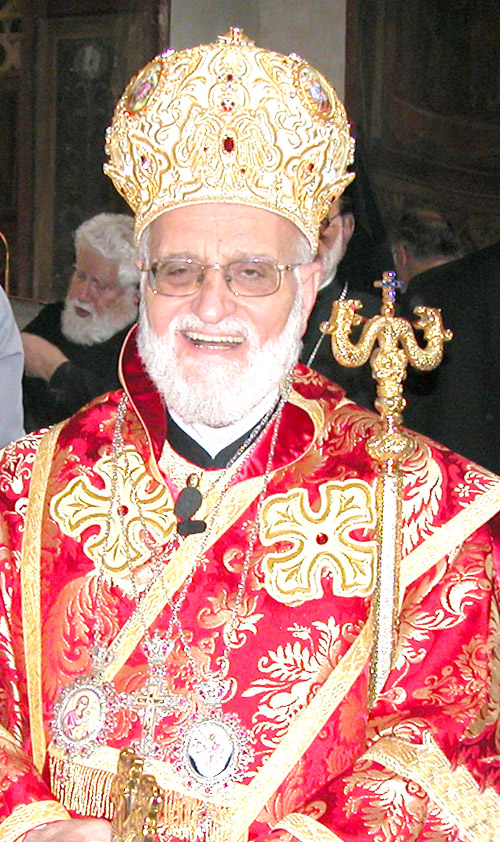
Gregório III durante a Divina Liturgia de Pentecostes em Roma, 11 de maio 2008. Atraès dele, Dom João Elya, Eparca emérito de Newton, EUA
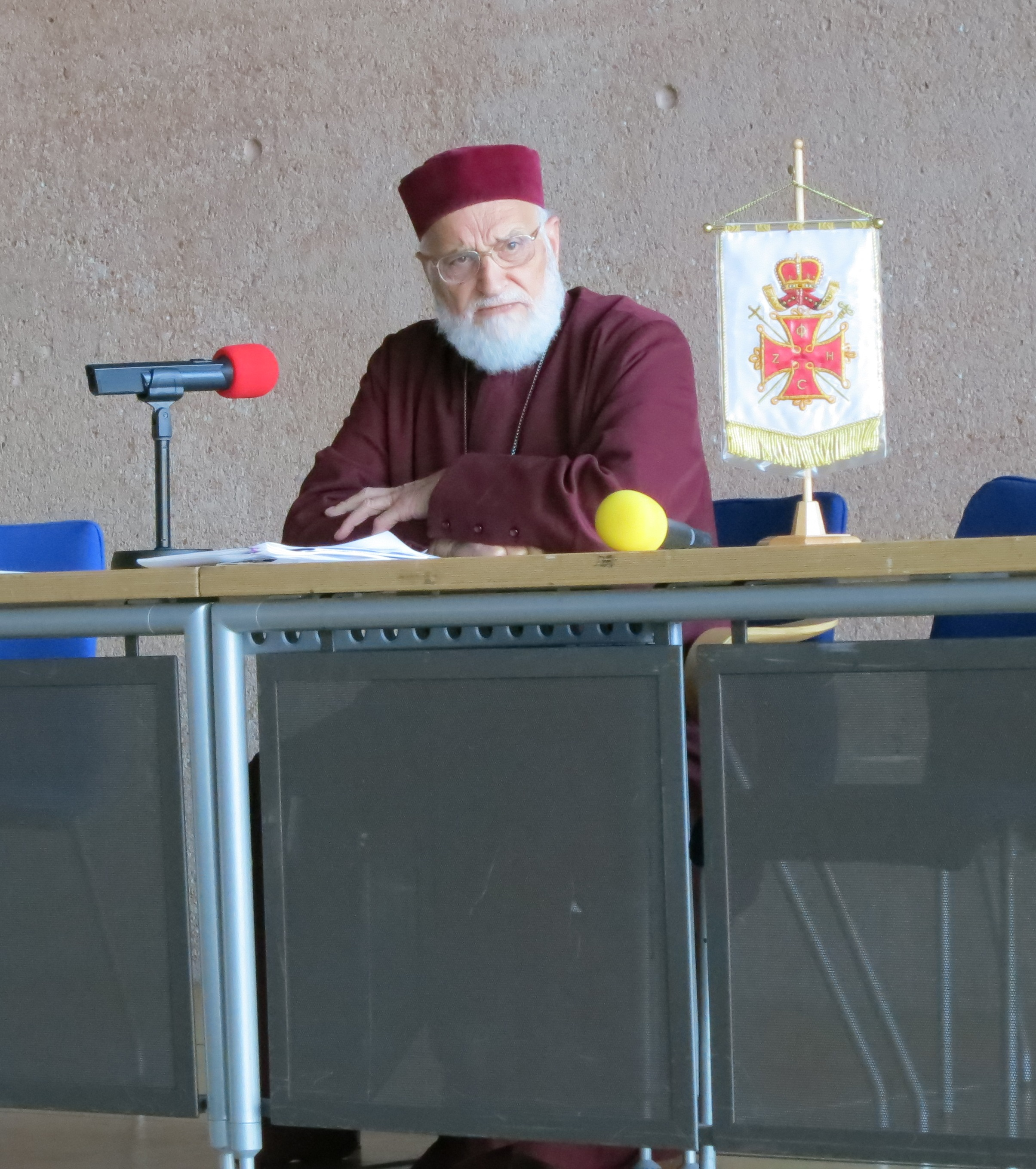
Gregório III, em 2012.

## Observação
Normalmente, para os Patriarcas, não se deveria dizer o sobrenome. Nas páginas de Wikipedia, coloca-se o sobrenome (neste caso de Gregório III), para não criar desambiguações, por exemplo, com Papa Gregorio III.